# Pnorisa squalus
Pnorisa squalus är en insektsart som först beskrevs av Carl Stål 1861.  Pnorisa squalus ingår i släktet Pnorisa och familjen gräshoppor. Inga underarter finns listade i Catalogue of Life.